# Leon Jucewicz
Leon Jucewicz, född 18 november 1902 och död 13 januari 1984, var en polsk hastighetsåkare på skridskor. Han deltog i de olympiska spelen i Chamonix 1924. Som bäst kom han på åttonde plats i allroundtävlingen.